# David Benatar
David Benatar (8 dicembre 1966) è un filosofo e scrittore sudafricano. Benatar è noto principalmente per le sue idee legate all'antinatalismo, poiché pensa che mettere al mondo figli sia sempre sbagliato. A differenza di altri pensatori di questa corrente la sua riflessione non è legata direttamente al pessimismo e ancora meno al nichilismo, ma all'esistenzialismo, all'utilitarismo e al razionalismo.

## Biografia
David Benatar è un professore di filosofia e direttore del Dipartimento di Filosofia presso l'Università di Città del Capo, Sudafrica.

## Il pensiero
Secondo il filosofo imporre ad altri un danno è cosa moralmente sbagliata e va evitata. Poiché la nascita di una nuova persona comporta sempre un danno a quella persona vi è l'imperativo morale a non procreare. La sua argomentazione è basata sui seguenti concetti: La presenza del dolore è male. La presenza del piacere è bene. L'assenza del dolore è bene, anche se di questo bene non ne gode nessuno. L'assenza di piacere non è male a meno che non ci sia qualcuno per il quale questa assenza è una privazione.

### Argomenti antinatalisti
David Benatar e altri sostengono che la procreazione è contraria all'imperativo categorico kantiano, così come espresso nella Fondazione della metafisica dei costumi (secondo Kant, un uomo non dovrebbe mai essere usato come mezzo per un fine, ma essere sempre un fine in se stesso). Sostengono che una persona può essere creata per il bene dei suoi genitori o di altre persone, ma che è impossibile creare qualcuno per il suo bene. Cabrera crede che la procreazione sia un esempio di manipolazione totale perché l'umano non ha avuto alcuna possibilità di difendersi ed evitare questo atto.
Benatar, come altri è attento ai danni causati dall'uomo agli altri esseri senzienti. Miliardi di animali vengono abusati e massacrati ogni anno dall'uomo per la produzione di prodotti animali e per la sperimentazione, così come tramite la distruzione degli habitat o altri danni ambientali e infine per piacere sadico. Tendono ad essere d'accordo con i pensatori dei diritti degli animali che tale danno è immorale. Considerano la specie umana la più distruttiva del pianeta, sostenendo che senza nuovi esseri umani non ci saranno danni causati ad altri esseri senzienti dai nuovi umani.
Benatar sostiene che per principio l'inflizione di danni è moralmente sbagliata e va evitata e che vi è una cruciale asimmetria tra piacere e dolore. Ha affermato inoltre che la nascita di una nuova persona comporta sempre un danno non banale a quella persona, e che quindi vi è un imperativo morale a non procreare. La sua argomentazione è basata sulle seguenti premesse:
1. La presenza del dolore è male.
2. La presenza del piacere è bene.
3. L'assenza del dolore è bene, anche se di questo bene non ne gode nessuno.
4. L'assenza di piacere non è male a meno che non ci sia qualcuno per il quale questa assenza è una privazione.[9][10]

| Scenario A (X esiste)           | Scenario B (X non esiste)          |
| ------------------------------- | ---------------------------------- |
| (1) Presenza del dolore (Male)  | (3) Assenza del dolore (Bene)      |
| (2) Presenza del piacere (Bene) | (4) Assenza del piacere (Non Male) |

Riguardo alla procreazione, l'argomentazione verte sul fatto che l'esistenza genera sia esperienze buone che cattive, dolore e piacere, mentre non nascere non comporta né dolore né piacere. L'assenza di dolore è buona, l'assenza di piacere non è male. Pertanto, la scelta etica viene valutata a favore della non procreazione.
Se qualcuno esiste, c'è la presenza del dolore e la presenza del piacere. Se nessuno esiste, niente di male succede e il dolore è evitato. Per Benatar, "qualunque sofferenza sarebbe del tutto sufficiente nel far diventare il venire al mondo un danno". Il danno che il venire al mondo crea è evitabile e inutile. Secondo Benatar, è sempre bene evitare un danno lì dove sia possibile e pertanto è sempre un bene non venire al mondo.
Benatar spiega la suddetta asimmetria usando quattro altre asimmetrie che egli considera del tutto plausibili:
1. Abbiamo l'obbligo morale di non creare persone infelici e non abbiamo alcun obbligo morale di creare persone felici. Il motivo per cui esiste un obbligo morale di non creare persone infelici è che crediamo che la presenza di dolore sia dannosa per coloro che subiscono tale dolore, l'assenza di dolore è buona anche quando non c'è qualcuno che sta vivendo questo bene. Al contrario, la ragione per cui non c'è obbligo morale di creare persone felici è che, sebbene il sentimento di piacere sarebbe un bene per loro, l'assenza di piacere quando non vengono all'esistenza non sarà di per sé una cosa negativa, perché non ci sarà nessuno che sarà privato di questo bene.
2. È strano menzionare gli interessi di un potenziale nuovo essere umano come una ragione per cui decidiamo di crearlo, e non è strano menzionare gli interessi di un potenziale nuovo essere umano come una ragione per cui decidiamo di non crearlo. Che tale essere umano possa essere felice non è una ragione morale valida per crearlo. Al contrario, che tale nuovo essere umano possa essere infelice è una ragione morale valida per non crearlo. Se l'assenza di piacere fosse negativa anche nel caso non esistesse nessuno a sperimentarla, avremmo un obbligo significativo per creare non solo uno, ma il maggior numero possibile di esseri umani. Se, tuttavia, l'assenza di dolore non è buona anche senza che qualcuno sperimenti questo bene, non avremmo comunque una ragione morale significativa per non creare nuovi esseri umani.
3. Un giorno potremmo rimpiangere, per il bene di una persona la cui esistenza era condizionata alla nostra decisione, di averla creata - una persona può essere infelice e la presenza del suo dolore sarebbe una cosa negativa. Ma non sentiremo mai rimpianti, per il bene di una persona la cui esistenza era condizionata alla nostra decisione, a non averla creata - un individuo non sarà privato della felicità, perché non esisterà mai, e l'assenza di felicità non sarà un male, perché non ci sarà nessuno che sarà privato di questo bene.
4. Proviamo tristezza per il fatto che da qualche parte le persone giungono nell'esistenza e soffrano, e non proviamo tristezza per il fatto che da qualche parte tali persone non siano mai nate e in tal posto ci siano persone felici. Quando sappiamo che da qualche parte la gente nasce e soffre, proviamo compassione. Il fatto che su qualche isola deserta o pianeta le persone non siano mai nate e di conseguenza non soffrano è un bene. Questo perché l'assenza di dolore è buona anche quando c'è qualcuno che sta vivendo questo bene. D'altra parte, non proviamo tristezza per il fatto che su qualche isola deserta o pianeta le persone non siano mai nate e non siano felici. Questo perché l'assenza di piacere è negativa solo quando qualcuno esiste per essere privato di questo bene.[11]

Benatar cita inoltre l'argomento di Seana Shiffrin, secondo cui ci sono quattro fattori che rendono la procreazione moralmente problematica:
1. Non vi è un grande danno se non viene intrapresa alcuna azione;
2. Se viene intrapresa un'azione, i danni subiti possono essere molto gravi;
3. La condizione imposta non può essere evitata senza costi elevati (il suicidio è spesso un'opzione fisicamente, emotivamente e moralmente straziante);
4. Il consenso ipotetico non tiene conto delle caratteristiche dell'individuo che dovrà sostenere la condizione imposta.

Secondo Benatar, mettendo al mondo un essere umano, siamo responsabili non solo per la sua sofferenza, ma potremmo essere anche corresponsabili per la sofferenza di ulteriori discendenti di questo essere umano:
A tal riguardo Benatar cita le seguenti statistiche che mostrano come:
- più di quindici milioni di persone sono morte per disastri naturali negli ultimi 1.000 anni,
- Circa 20.000 persone muoiono ogni giorno per fame,
- circa 840 milioni di persone soffrono di fame e malnutrizione,
- tra il 541 a.C e il 1912, si stima che oltre 102 milioni di persone siano morte di peste,
- l'epidemia di influenza del 1918 ha ucciso 50 milioni di persone,
- 11 milioni di persone muoiono ogni anno a causa di malattie infettive
- le neoplasie maligne tolgono la vita a più di 7 milioni di persone ogni anno,
- circa 3,5 milioni di persone muoiono ogni anno in incidenti,
- circa 56,5 milioni di persone sono morte nel 2001, ovvero più di 107 persone al minuto,
- prima del XX secolo oltre 133 milioni di persone furono uccise in uccisioni di massa,
- nei primi 88 anni del ventesimo secolo 170 milioni (e forse 360 milioni) furono fucilati, percossi, torturati, accoltellati, bruciati, affamati, congelati, schiacciati, sepolti vivi, annegati, impiccati, bombardati o uccisi in qualsiasi altra miriade di modi in cui i governi hanno inflitto la morte a cittadini disarmati e indifesi,
- ci furono 1,6 milioni di decessi legati al conflitto nel sedicesimo secolo, 6,1 milioni nel diciassettesimo secolo, 7 milioni nel diciottesimo, 19,4 milioni nel diciannovesimo e 109,7 milioni nel ventesimo,
- le ferite legate alla guerra hanno causato 310.000 morti nel 2000,
- circa 40 milioni di bambini sono maltrattati ogni anno,
- più di 100 milioni di donne e bambini attualmente viventi sono stati sottoposti a mutilazione genitale,
- Si ritiene che 815.000 persone si siano suicidate nel 2000[14] (attualmente, si stima che atti di suicidio avvengano ogni 40 secondi, più di 800.000 persone all'anno).[15]

Oltre agli argomenti filantropici che "derivano dalla preoccupazione per gli umani che verranno portati nell'esistenza", Benatar afferma anche che un altro percorso verso l'antinatalismo è l'argomento misantropico:
Benatar cita tre fenomeni psicologici che ritiene responsabili della nostra inaffidabile valutazione della qualità della vita:
- Sindrome di Pollyanna: abbiamo una prospettiva positivamente distorta delle nostre vite, dal punto di vista del passato, del presente e del futuro.
- Adattamento: ci adattiamo alle nostre circostanze e, se peggiorano, il nostro senso di benessere si abbassa in previsione di quelle circostanze dannose secondo le nostre aspettative, che di solito sono separate dalla realtà delle nostre circostanze.
- Comparazione: giudichiamo le nostre vite confrontandole con quelle degli altri, ignorando gli aspetti negativi che hanno effetto su di tutti per concentrarsi su differenze specifiche. E a causa del nostro bias dell'ottimismo (Optimism bias), ci confrontiamo per lo più con quelli peggiori, per sovrastimare il valore del nostro stesso benessere.

Benatar conclude:
Riguardo alla questione del suicidio, come la maggioranza degli antinatalisti sostengono che non sia l'opzione primaria, e che spesso sia da scartare
(David Benatar)
Nell'opera più recente, La difficile condizione umana. Una guida disincantata alle maggiori domande esistenziali, tradotta in italiano dal bioeticista Luca Lo Sapio, Benatar espone il proprio pensiero su temi quali l'inevitabile negatività della morte, ponendosi in contrasto all'Epicureismo, e la relatività del significato della vita, distinto tra quello attribuibile da un individuo o un gruppo umano e quello inteso su scala cosmica (dal "punto di vista" dell'Universo) che è invece assente.

### Critica al femminismo
Nel 2012 Benatar ha pubblicato Il secondo sessismo: discriminazione contro gli uomini e i ragazzi, il quale è stato accolto con polemiche anticipate dallo stesso autore: "Data l'ortodossia prevalente in accademia e la sensibilità per le questioni che pongo farò discutere; il mio punto di vista sarà considerato un pericolo da molti e rischia di essere frainteso". L'antifemminismo del filosofo sudafricano è di tipo moderato: Benatar riconosce che la discriminazione femminile è ancora un grave problema in tutto il mondo, ma sostiene che anche uomini e ragazzi possano essere soggetto di discriminazione sessista sostenendo, ad esempio, che spesso le politiche sociali e dello stato incoraggino gli uomini, ma raramente le donne, alla professione militare o ad altri lavori pericolosi o pesanti.

### Veganismo
Benatar è vegano, sostenitore dei diritti degli animali, e ha partecipato a vari dibattiti sul tema del veganismo e del vegetarianismo.

## Opere
- Life, Death, and Meaning, Rowman & Littlefield Publishers, 2004.[21]
- Better Never to Have Been: The Harm of Coming Into Existence, Oxford University Press, Oxford 2006.
  - (IT)  Meglio non essere mai nati. Il dolore di venire al mondo, Carbonio Editore, 2018, ISBN 9788899970192.
- Cutting to the Core - Exploring the Ethics of Contested Surgeries, Rowman & Littlefield Publishers, 2006.[22]
- Procreation and Parenthood, Oxford University Press, Oxford 2010.[23]
- The Second Sexism. Discrimination Against Men and Boys, John Wiley & Sons, Malden 2012.
- The Human Prediament. A Candid Guide to Life's Biggest Questions, Oxford University Press, 2017                      
  - (IT)  La difficile condizione umana. Una guida disincantata alle maggiori domande esistenziali, Giannini Editore, 2020